# Lioutitsa
Lioutitsa (en bulgare Лютица, translittération internationale Ljutica), est une forteresse byzantine située dans les Rhodopes orientales, au sud de la Bulgarie, sur le territoire de l'actuelle ville d'Ivajlovgrad. C'est l'une des forteresses les mieux conservées du pays.

## Historique
Elle se dresse dans l'actuel quartier de Lădža et fut construite aux IXe et Xe siècles. Des documents de l’éparchie du temps de l’empereur byzantin Léon VI le Sage et du patriarche de Constantinople Nicolas Ier Mysticos mentionnent pour la première fois Ljutica comme centre métropolitain. La forteresse est également mentionnée dans les mémoires de l’empereur Jean VI Cantacuzène (1347-1354), dont l’armée atteignit la forteresse en 1342-1343. La forteresse a été détruite pendant la conquête ottomane, au XIVe siècle .
Ses murailles délimitent une enceinte d’environ un hectare et demi et ont conservé une hauteur de 6 mètres. Leur épaisseur est de 1,75 m. 12 tours de trois étages défendaient l’édifice, dont la hauteur conservée est de 9 mètres. Les étages inférieurs des tours sud étaient utilisés comme espaces d’habitation, ceux du nord comme citernes.
Détruite à de nombreuses reprises, son aspect actuel date vraisemblablement des XIIe et XIIIe siècles, époque du tsar bulgare Kalojan. Au moment de la conquête ottomane, Ljutica a été prise sans coup férir, ce qui lui a permis non seulement de ne pas être détruite, mais aussi de conserver son statut de centre épiscopal.
Le Nunatak de Ljutica, sur l'Île Greenwich dans l'archipel des Îles Shetland du Sud au nord du continent Antarctique a été baptisé ainsi en honneur de la forteresse par la Commission bulgare pour les toponymes antarctiques après l'expédition Tangra de 2004-2005.

## Galerie

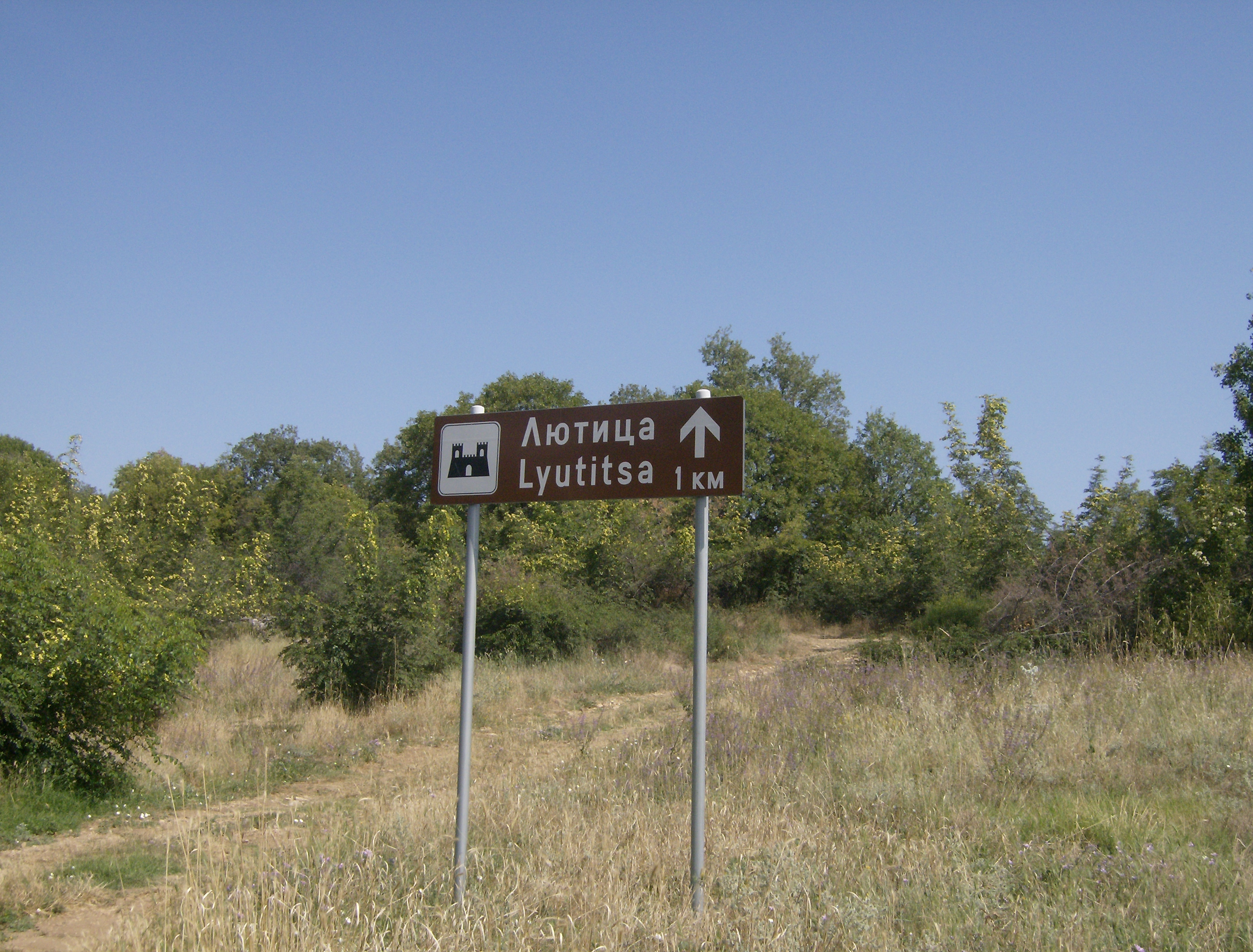
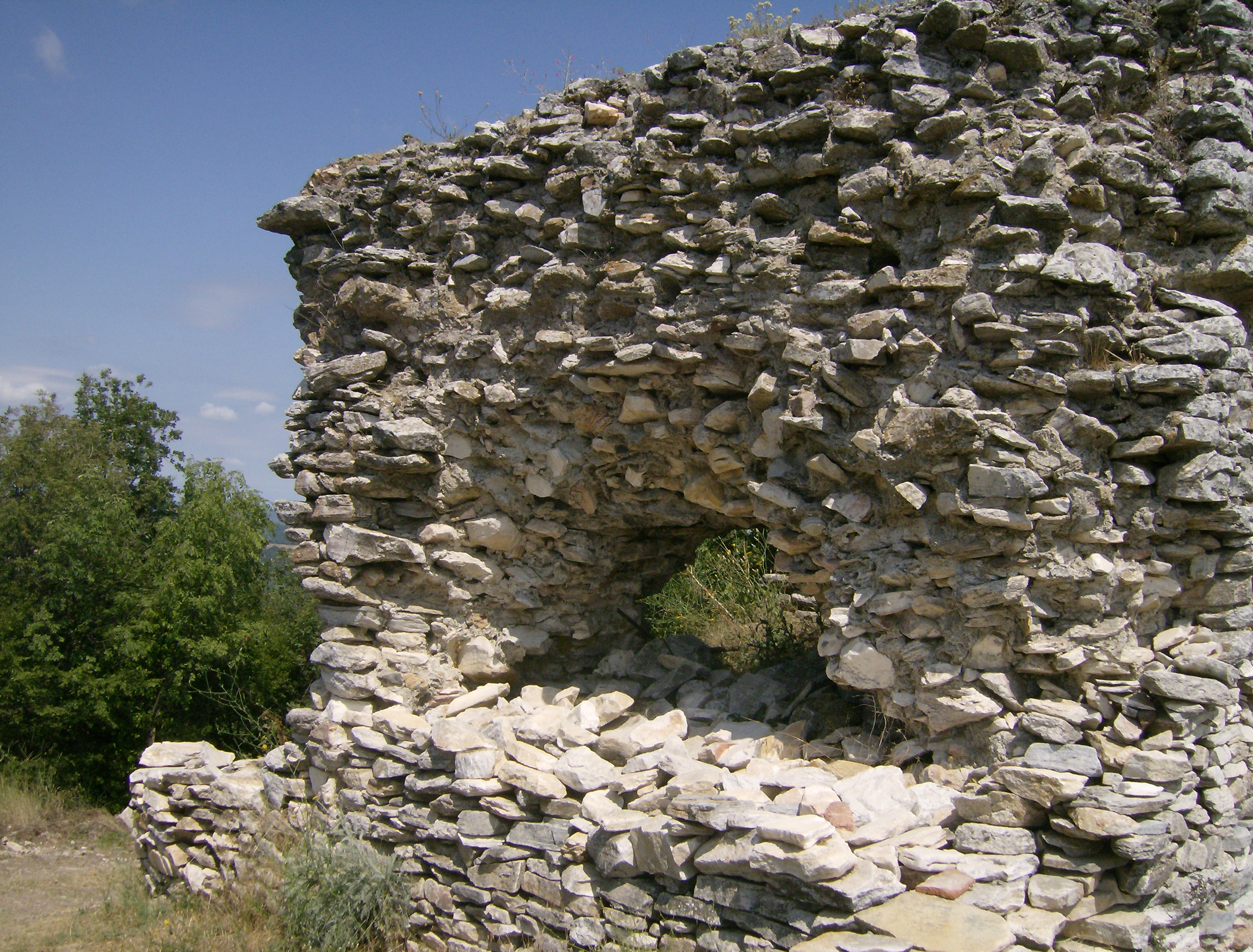
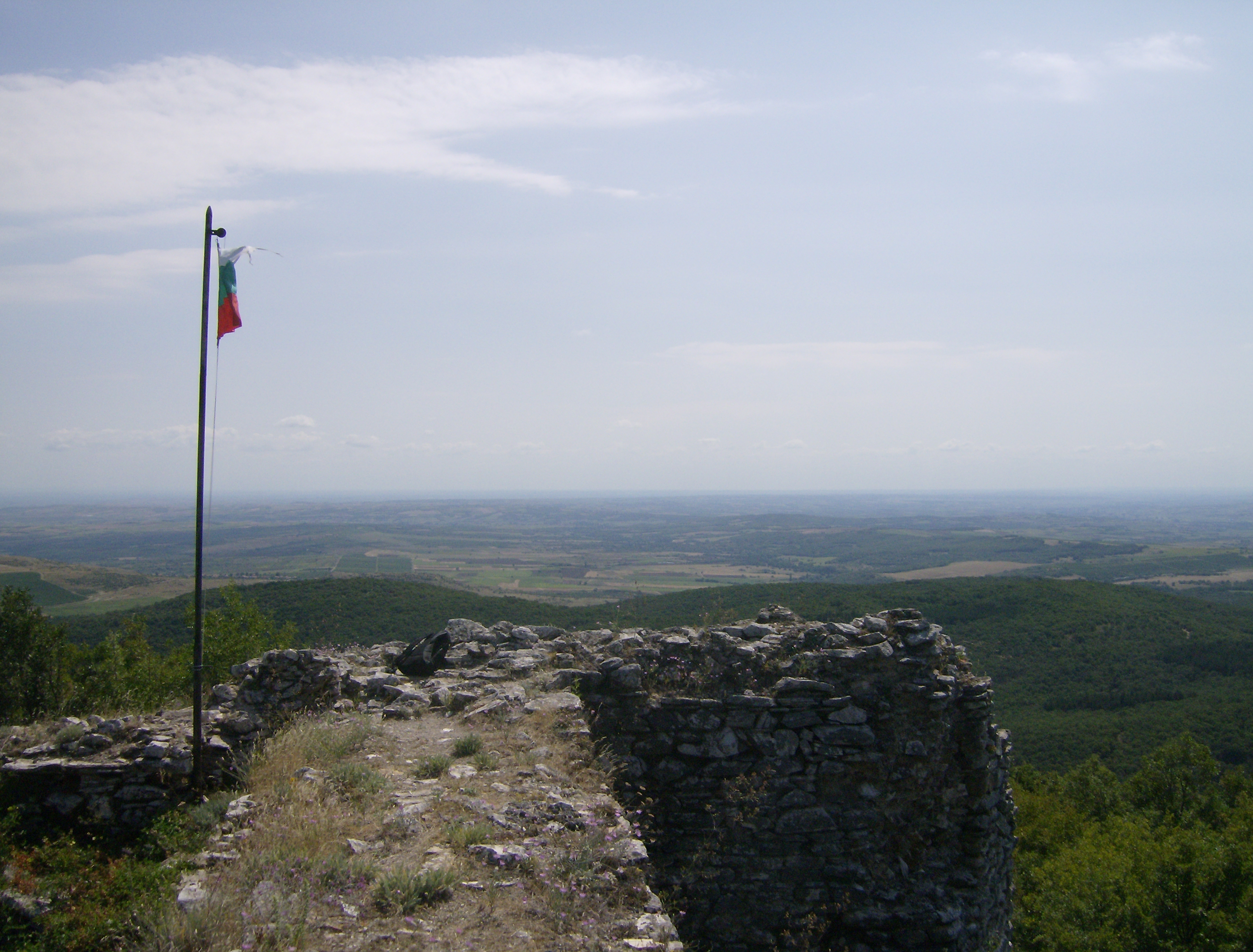
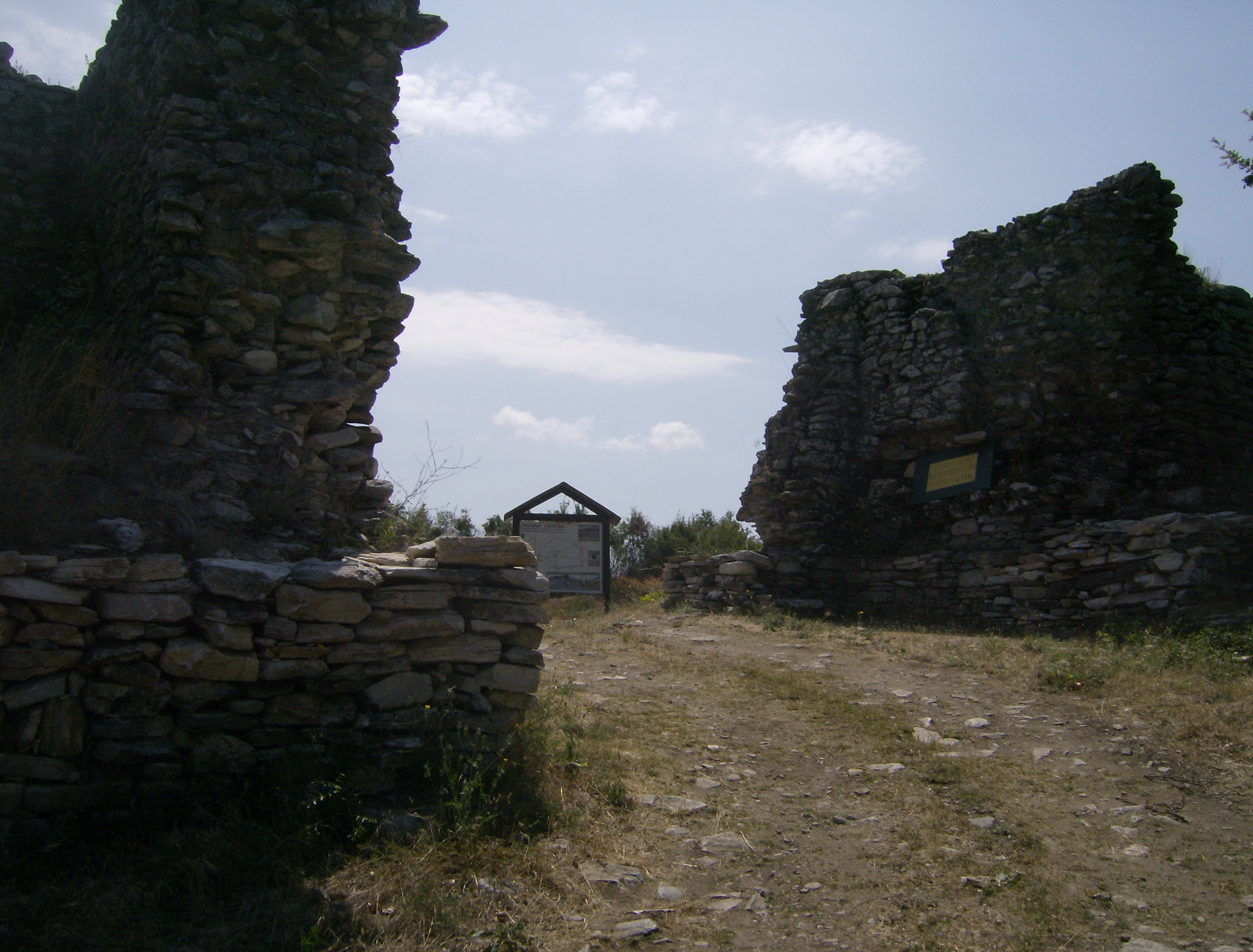
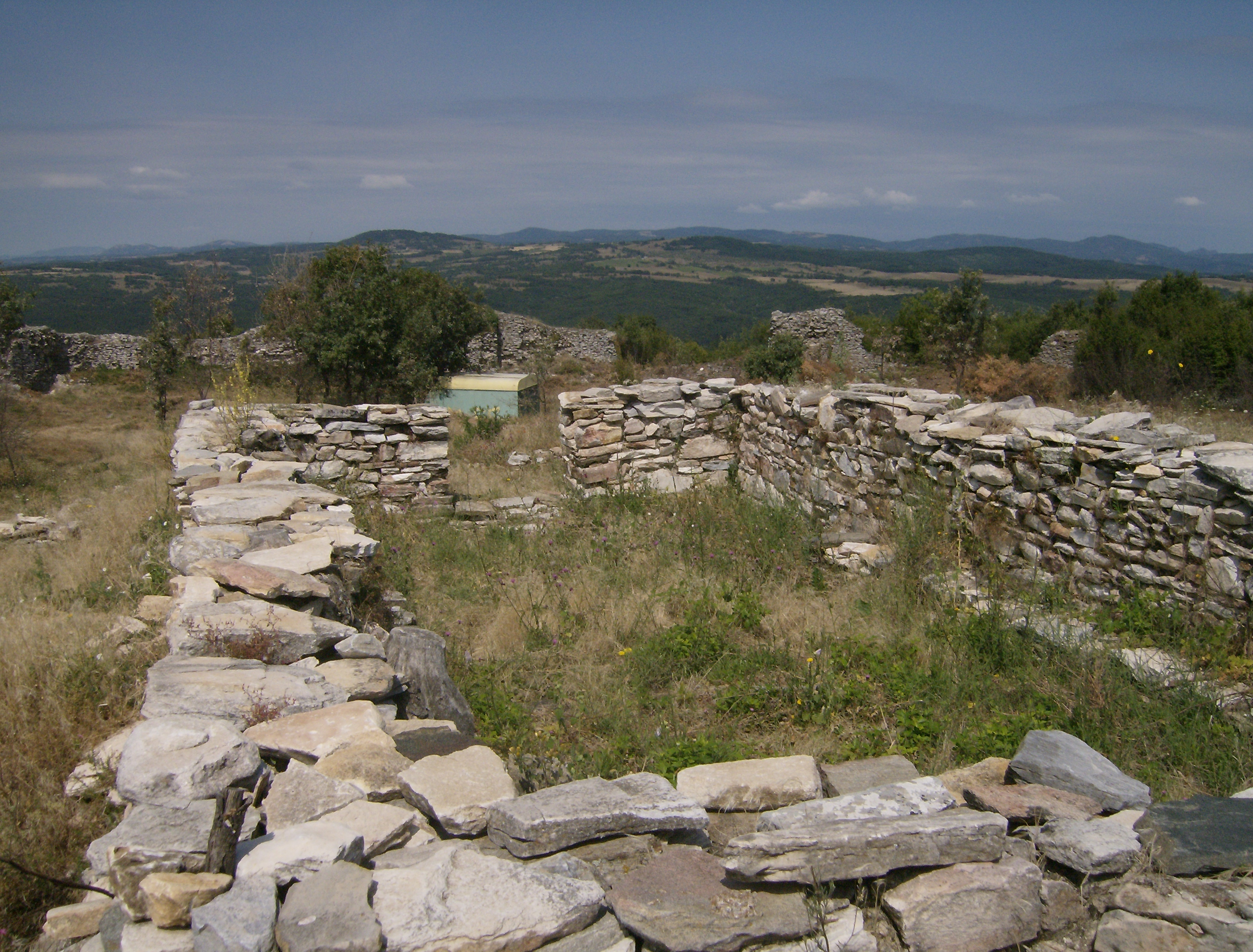
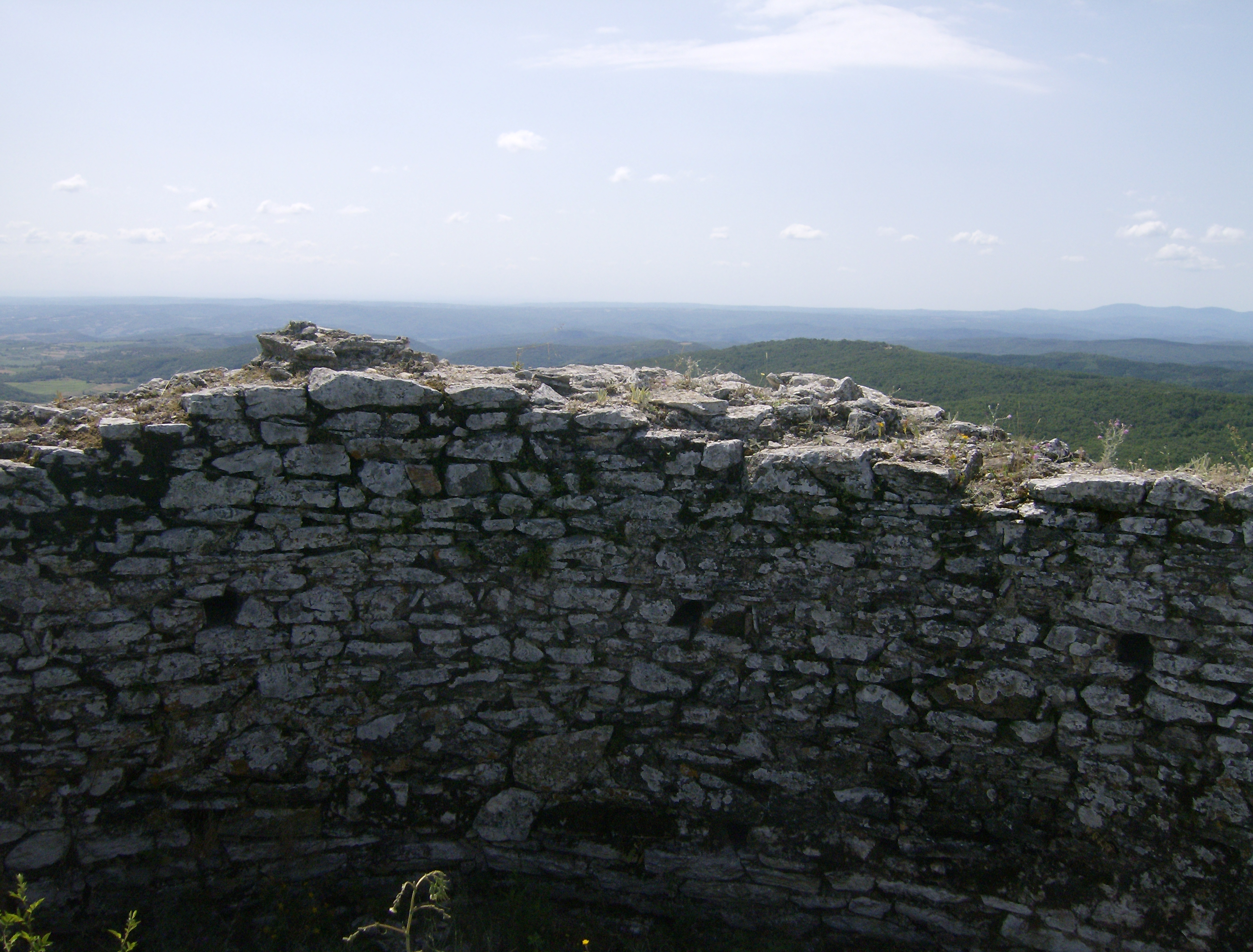
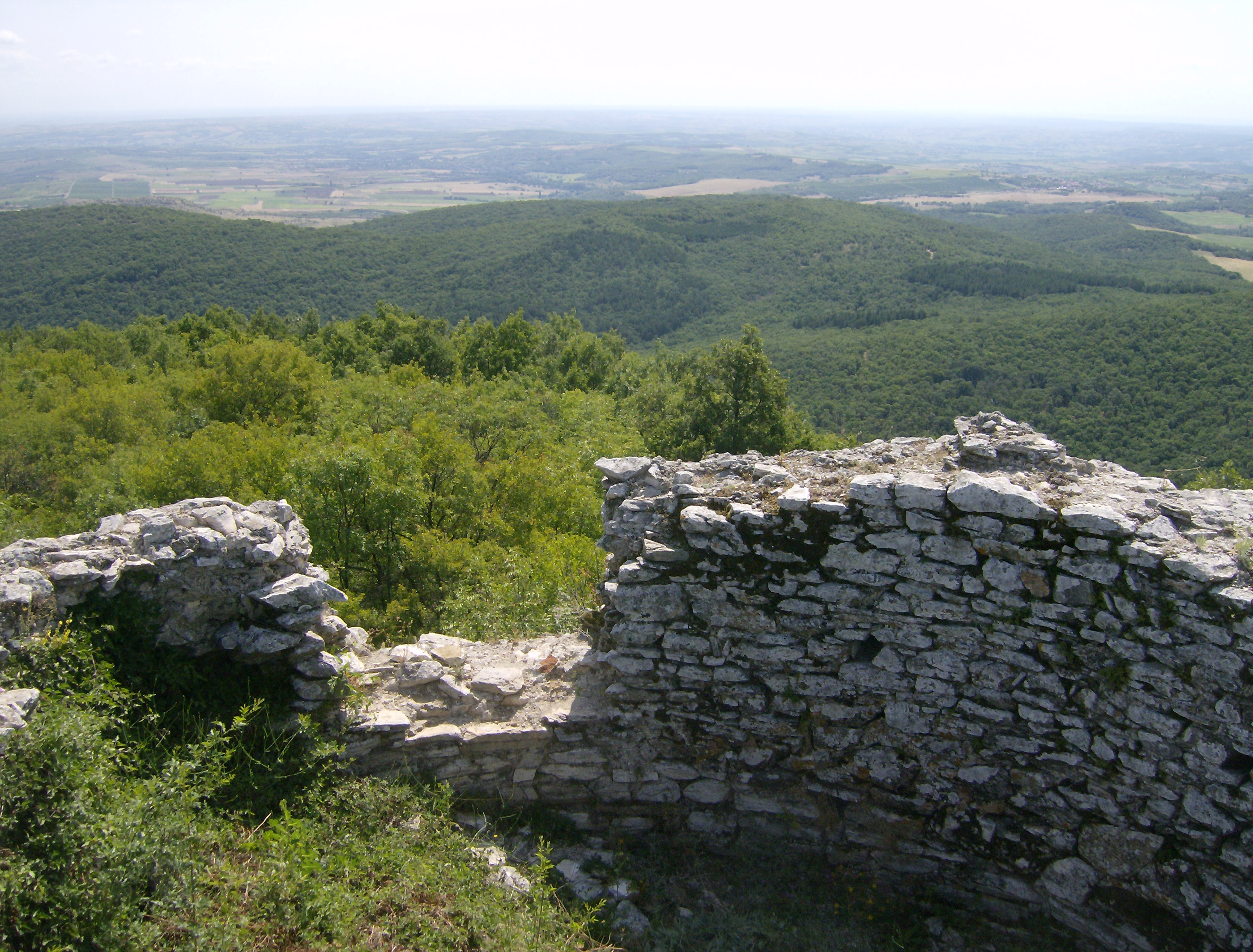